# Товариство оптики і фотоніки
Товариство оптики та фотоніки (англ. Society of Photo-Optical Instrumentation Engineers — SPIE) — професійне міжнародне некомерційне об'єднання вчених, інженерів і студентів в області оптики та фотоніки.

## Історія
Товариство SPIE було засноване 1 липня 1955 року і офіційно називалося англійською мовою Society of Photographic Instrumentation Engineers. Потім в 1964 році офіційною назвою суспільства стало Society of Photo-Optical Instrumentation Engineers (SPIE).

## Діяльність
SPIE публікує 10 наукових журналів і підтримує цифровий архів, який містить понад 235 тисяч онлайнових статей. Щороку архів поповнюється загальною кількістю понад 17 тис. наукових статей. За рік проводиться більш ніж 140 семінарів та конференцій по всьому світу. Серед найбільш відомих — SPIE Photonics West, SPIE Optics + Photonics, SPIE Advanced Lithography, SPIE Photomask Technology.
Товариство SPIE об'єднує понад 17,5 тис. членів з різних куточків земної кулі, близько 500 фелло (fellows) і 100 студентських підрозділів.
SPIE займається розподілом наступних нагород:
- George W. Goddard Award (з 1961)
- Rudolf Kingslake Medal and Prize (з 1974)
- President's Award (c 1966)
- Золота медаль SPIE (з 1977)
- SPIE Technology Achievement Award (з 1979)
- Премія Денеша Габора (з 1983)
- Chandra S. Vikram Award in Metrology (з 2009)

## Наукові журнали
- Advanced Photonics[en] видається спільно SPIE та китайською Laser Press. Це міжнародний журнал з відкритим доступом, що публікує фундаментальні та прикладні дослідження в усіх галузях оптики та фотоніки[10].
- Journal of Applied Remote Sensing[en] (JARS) — щоквартальний онлайн-журнал про дистанційне зондування.
- Journal of Astronomical Telescopes, Instruments, and Systems (JATIS) видається щоквартально та охоплює розробку, випробування та застосування телескопів, приладів, методів і систем для наземної та космічної астрономії.
- Journal of Biomedical Optics[en] (JBO) виходить щомісяця, містить останні новини оптичних технологій у сфері охорони здоров’я та досліджень.
- Journal of Electronic Imaging[en] (JEI) видається кожні два місяці спільно з Товариством науки та технологій обробки зображень, публікує статті про науку та технології електронної обробки зображень.
- Journal of Medical Imaging[en] (JMI) публікується щокварталу та охоплює фундаментальні та трансляційні дослідження та застосування, зосереджені на фотоніці в медичній візуалізації, які продовжують приносити фізичні та біомедичні досягнення в ранньому виявленні, діагностиці та терапії захворювань.
- Journal of Micro/Nanopatterning, Materials, and Metrology[en] (JM3) публікується щокварталу та зосереджується на літографічних технологіях.
- Journal of Nanophotonics[en] (JNP) — щоквартальний онлайн-журнал про виготовлення та застосування наноструктур, які генерують або маніпулюють світлом від інфрачервоного до ультрафіолетового.
- Journal of Optical Microsystems[en] (JOM) публікується щоквартально та містить статті про передові дослідження оптичних і фотонних мікросистем.
- Journal of Photonics for Energy[en] (JPE) – електронний журнал, що видається щоквартально та охоплює фундаментальні та прикладні дослідження застосування фотоніки для збирання, перетворення, зберігання, розподілу, моніторингу, споживання та ефективного використання енергії з відновлюваних джерел.
- Neurophotonics[en] публікується щоквартально, знаходиться на стику оптики та нейронауки та охоплює досягнення в оптичних технологіях, застосовних для вивчення мозку, та їх вплив на клінічні застосування нейронаук.
- Optical Engineering[en] (OE) — щомісячний журнал, який містить статті про дослідження та розробки в усіх галузях оптики, фотоніки, науки та техніки для обробки зображень.